# Picrospora inops
Picrospora inops är en fjärilsart som beskrevs av Edward Meyrick 1921. Picrospora inops ingår i släktet Picrospora och familjen säckspinnare. Inga underarter finns listade i Catalogue of Life.